# 非暴力

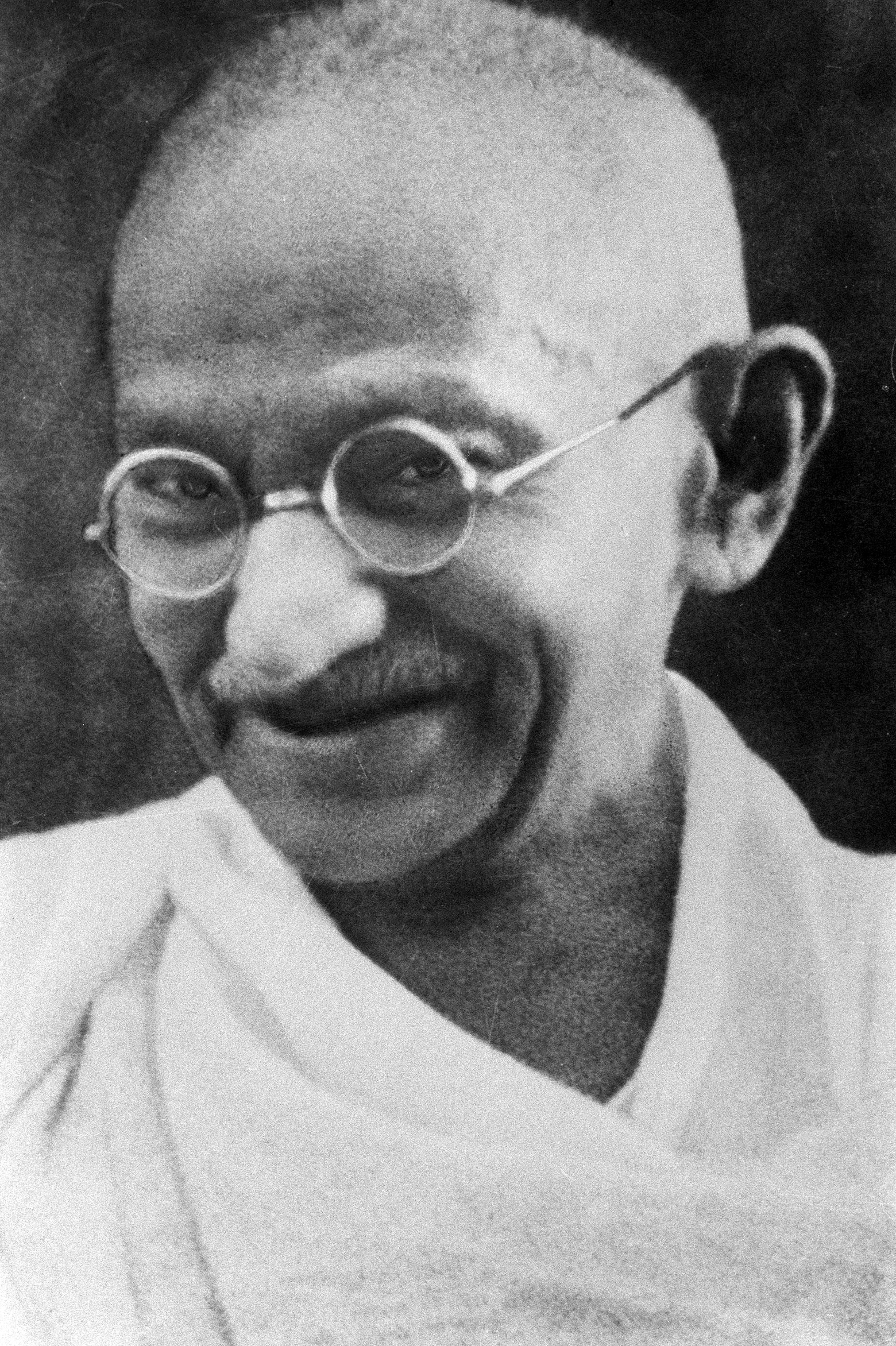
圣雄甘地通常被认为是一个非暴力运动的创始人，通过他的行动和著作传播不害的概念，并鼓励其他非暴力人士。

非暴力（英語：Nonviolence，即不害，“不希望伤害或杀死”）是指一种在任何情况下都不能对自己或其他人造成伤害的个人行为。它源自于一种信仰：通过伤害人类、动物和环境来得到某种结果是不必要的，还指一种基于道德、宗教和精神法则的放弃暴力的一般哲学。

## 介绍
对一些人来说，非暴力哲学根源于一个简单的信仰：上帝是无害意的。耆那教的第二十四位蒂爾丹嘉拉笩駄摩那（公元前599年-公元前527年），是一位不害的火炬圣手，他将这个词语介绍给整个世界，并毕其一生将其付诸实践。他教育人们，一个人要想更多地与上帝进行交流，必须是无伤害性的。
非暴力中也有「活跃的」和「积极分子」等因素，这些信徒认同将非暴力作为一种获得政治和社会变革的手段。因此，例如托尔斯泰和甘地的非暴力就是一种拒绝使用暴力来进行社会变革的哲学理念和策略，但同时非暴力抵抗（也被称为公民抵抗）也被认为是一种被动接受镇压或进行武装斗争的替代方式。总的来说，非暴力哲学的积极拥护者在他们倡导的社会变革活动中采用了多种方法。包括对教育和劝导形式的批评、不合作、公民不服從、非暴力直接行动以及对社会、政治、文化以及经济形式的干预。

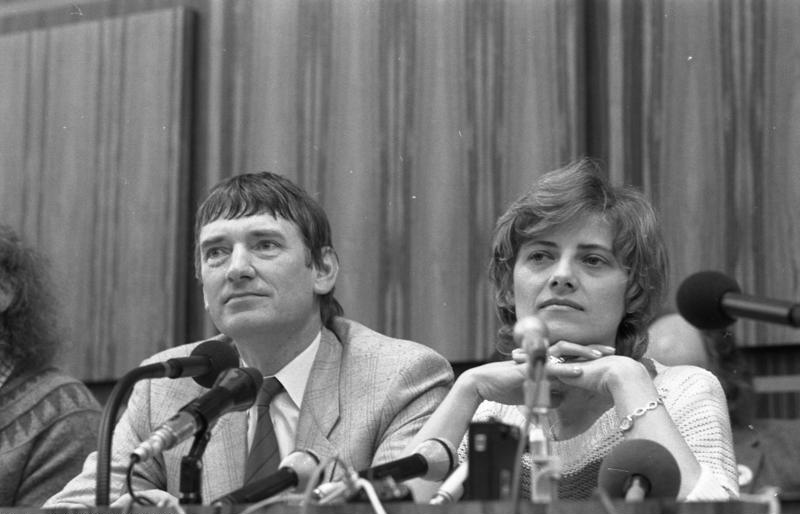
佩特拉·凯利创立了非暴力党派——德国绿党

在现代，非暴力方式在社会抗议、社会革命和政治变革中已经成为一种强有力的工具。 关于非暴力的使用有很多例子。在像公民抵抗、非暴力抵抗和非暴力革命这些词条中都可以找到例子。以下有一些在非暴力哲学影响下而发生的运动，主要有：圣雄甘地领导的长达数十年的非暴力运动，反抗英国对印度的统治，马丁·路德·金和詹姆斯·贝弗尔在他们领导的为非裔美国人争取民权的运动中采用了甘地的非暴力方式。 凯萨尔·查韦斯在20世纪60年代领导的非暴力运动中抗议加州农场工人受到的不公正待遇。 1989年发生在捷克斯洛伐克的“天鵝絨革命”推翻了共产主义政府， 这被认为是1989年发生的最重要的非暴力革命。 最近发生的有莱伊曼·古博薇领导利比里亚女性进行的非暴力运动，使利比里亚在14年的内战之后终获和平。 这个故事在2008年的纪录片《祈祷恶魔回归地狱》中有所记录。在一篇名为《废除战争》的文章中，进化生物学家茱迪丝‧韩德提倡使用非暴力的直接行动来拆除全球战争机器。
「非暴力」这个术语经常与和平联系到一起或是被当做和平的代名词，尽管它经常被等同于不抵抗与和平主义，但非暴力倡导者和活动家并不认同这种说法。 非暴力特指不使用暴力，也指选择不去伤害或造成最小的伤害，不抵抗是指什么都不做。非暴力有时是被动的，有时则不是。所以如果一座有老鼠和昆虫的房子着火了，最无害最恰当的行为就是去灭火，而不是被动地站在那里让火继续燃烧。有时谈到非暴力、无害和不抵抗的时候会有疑惑和矛盾。一个困惑的人可能会在一个特定的场合下提倡非暴力却在其他场合中倡导暴力。举个例子，一个强烈反对堕胎和吃肉的人可能同时提倡使用暴力杀死替人堕胎者或是攻击屠宰场，这就导致此人成为一个暴力的人。

|                                                | 非暴力是一种强大的武器，事实上，它是历史上独一无二的武器，它使得变革没有伤害，也让使用他的人变得高尚。 |
| ——马丁·路德·金，《追求和平与正义》（1964）[14] | |

## 形式
非暴力行动的倡导者坚信合作和认同是民事和政治权利的基础：所有的政权，由官僚机构、金融机构和社会武装组成（如军队和警察），这些都建立在公民的顺从之上。 从国家层面来讲，非暴力行动的策略旨在削弱统治者的权利，通过鼓励民众撤回他们的认同与合作来达到目的。非暴力的形式灵感来源于宗教、道德信仰和政治分析。以宗教和道德为基础的非暴力有时会被称为原则非暴力、哲学非暴力或道德非暴力；然而基于政治分析的非暴力通常被称作战术性的、战略性的或务实性的非暴力行动。通常这些维度出现在对于特定的运动以及个人的思考中。

### 务实
务实性的（或是战术性或是战略性）非暴力行动的基本概念是创建一种动态的社会或是政治运动，以便搭建一个国家级或国际级的对话平台，以此来影响社会变革，而不必非要赢了那些希望维持现状的人。
尼古拉·沃尔特指出非暴力可以“在西方政治思想表面下且没有完全消失时”起作用。 沃尔特指出埃蒂安·德拉博埃蒂的《自愿奴役论》（16世纪）以及雪莱的《专制者的假面游行》（1819）中含有对不使用暴力抵抗暴政的争论。 1838年威廉·劳埃德·加里森帮助建立了新英格兰不抵抗社会，这是一种致力于通过拒绝一切暴力行为而实现社会种族和性别平等的组织。

在现代工业民主国家，非暴力行动已经被广泛应用于政治领域那些没有主流政治权利的方面，包括劳动、和平、环境和女性运动等。鲜为人知的是非暴力行动所起的作用，并且继续在削弱发展中国家专制政权的力量方面发挥作用，前东欧集团苏珊·艾夫斯在强调这一点的时候引用了华特·温克的论述：

|                            | 1989年，13个国家共有16亿9500万人经历了非暴力革命，这场革命的成功超乎了所有人的想象。如果我们把本世纪所有经历过非暴力行动的国家加到一起（菲律宾、南非...印度的独立运动...），人数将达到33亿3740万人，惊人地占了人类总数的65%。所有这些公然提出自己的主张，不断地重复，都意味着非暴力不会在“真正的”世界中起作用。” |
| ——华特·温克，基督神学家[9] | |
作为一种社会斗争的手段，非暴力行动被描述为「普通民众的政治」，反映出它的使用在整个社会和历史进程中是有广泛群众基础的。
最常和非暴力联系起来的运动就是由圣雄甘地领导的为争取印度独立而发起的不合作運動、马丁·路德·金领导的为非裔美國人民權運動和其他的如菲律宾的人民力量革命等。
非暴力的首要意义是合法的手段最可能导致合法的结果。甘地说过「这种手段可以比作是种子，它的结果就是一棵大树」，他解释道，哲学的核心就是被称作预兆式政治。马丁·路德·金是甘地非暴力抵抗理念的学生，也同意这个原则，他总结道，“非暴力要求我们使用的手段要像我们追求的结果一样纯粹。”非暴力的支持者们论证说，当下采取的行动不可避免地改变重塑了社会秩序和形式。他们也会有争论，例如，使用暴力手段来实现和平社会从根本上来说是不合理的。
人们开始从广泛的视角和传统中逐渐使用非暴力手段。一个没有土地的巴西农民可能采用非暴力手段占有一小块土地，仅仅是出于实用动机，如果他们不这么做，家人就会挨饿。一个泰国的和尚可能会在一片受到威胁的森林中赋予树木圣职，借助于佛陀的教诲来阻止它们的毁灭。一个住在水边的英国工人可能会在社会主义者和工会政治的传统体制下举行罢工。上述的所有人都是在不同的立场下使用了非暴力手段。同样地，世俗的政治运动都使用了非暴力手段，在纯粹的务实性和战略上作为一种战术工具或战略计划，这有赖于他们的政治影响，而不是任何一个宗教的、道德的或是伦理价值上的主张。

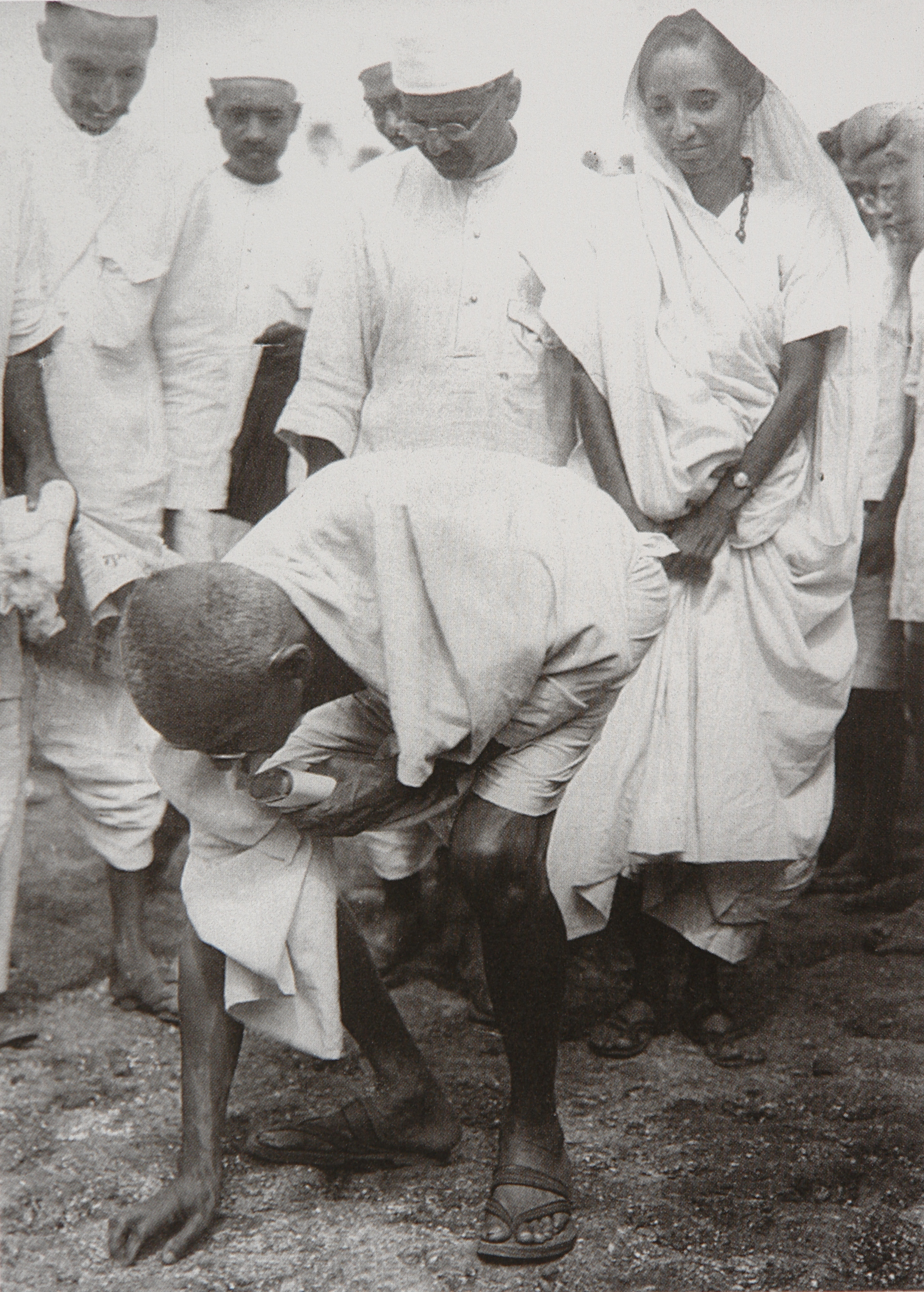
甘地在反对英国统治时使用了非暴力武器

对于对手的尊重和爱也有其实用性的理由，因为把对手与其所作所为分开，便考虑到了他们可能改变其行为或其信仰的可能性。马丁·路德·金写到，”非暴力抵抗需要避免的不仅有极端的身体暴力，还要避免内在的精神暴力。非暴力抵抗者不仅要拒绝向其对手开枪，还要拒绝去憎恨他们。
最终，諦的理念或者说是真理，成为了甘地非暴力概念的核心。甘地认为真理是多层面的，无法被任何个人完全领会。他认为所有人都懂得部分真理，而所有人都需要学习别人所知道的真理来追求更大的真理。这使得他坚信和对手对话的内在价值是为了理解他们的动机。从实践层面上来讲，愿意倾听别人的观点很大程度上依赖于互惠原则。想让对手听到自己的声音，就必须准备好去倾听。
非暴力已经获得了一定程度上的制度性认可和全球层面上的支持。在1998年10月10日，联合国大会宣布，21世纪的第一个十年以及第三个千年，从2001到2010年作为提倡和平文化以及对儿童非暴力的十年。

### 道德方面
对于许多人来说，实践非暴力比放弃使用暴力行为和语言更为深入。这就意味着不顾一切的冲动是可恨的，要去爱每一个人，即使是那些强烈反对你的人。照这种观点来看，暴力是后天习得的，抓住每一个机会去忘记暴力，代之以爱与慈悲。对于一些人来说，承诺非暴力需要一种信念去挽回正义，废除死刑或其他严厉的惩罚。这就涉及到关心那些使用暴力之人的必要性。
对于很多人来说，非暴力包含对一切有感情的人的尊重和崇敬，甚至包括那些没有感情的物种。这可能就包括废奴主义，以及反对把动物作为私有财产，践行不吃动物产品和衍生品（素食主義或純素食主義），精神上践行对所有人无害，关心所有人的权利。圣雄甘地、詹姆斯·贝弗尔和其他非暴力支持者把倡导素食主义作为非暴力哲学的一部分。佛教徒把这份尊重扩展到动物、植物甚至是矿物质上，而耆那教徒把这份尊重扩展到动物、植物甚至是微生物之上。

## 方式

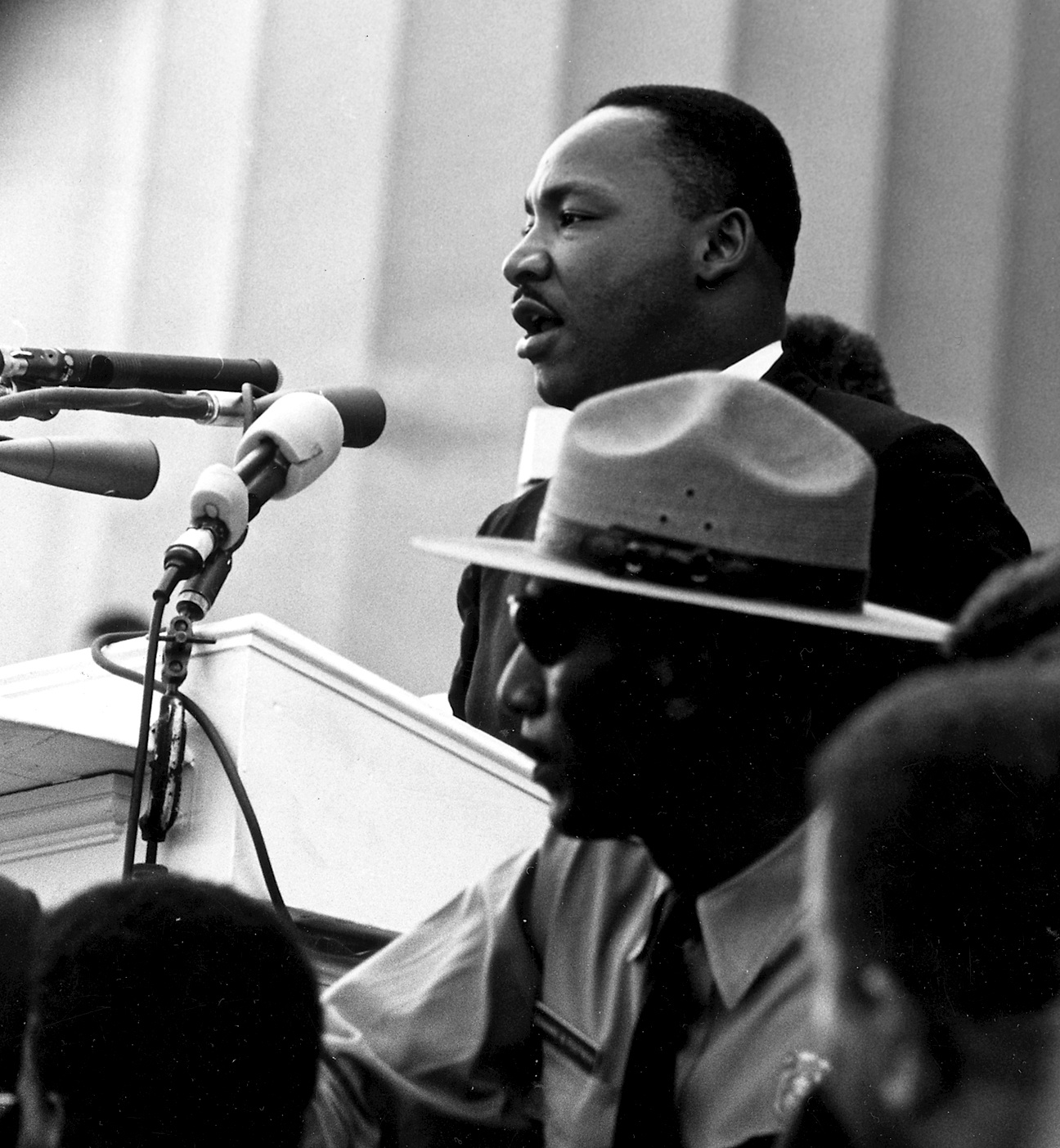
马丁·路德·金1963年在“向华盛顿进军”上的演讲。

非暴力行动通常包括三个类别：行为抗议和劝说，不合作以及非暴力干预。

### 行为抗议
非暴力的抗议和劝说的行为是一种象征性的行动，它是由一群人聚集到一起来展示他们赞成或反对的东西。这种行为的目的是使公众意识到某个问题，说服或影响特定的一群人，或是促成未来的非暴力行动。这种信息可以直接针对公众和对手以及受这个问题困扰的人。抗议和劝说的方式包括演讲，大众传播以及请愿、象征性的行为、艺术、游行和其他公众集会等。

### 不合作
不合作包括有目的地阻止合作和不愿意同对手开展合作。不合作的目的是阻止或阻碍一种产业，政治体制以及经济发展。不合作的方式包括罷工、经济抵制、非暴力反抗、性罢工、拒绝纳税以及一般性的不服从。

### 非暴力干预
与抗议和不合作相比，非暴力干预是非暴力行为的一种更直接的方式。非暴力干预可以采用防御性的方式，例如维持一个机构或独立的主动权，也可以采用攻击性的方式比如向对手的领土内大幅推进非暴力抗争。干预往往比其他两种方式更加直接有效，但也更难维持，对参与者来说也更加费力。
吉恩·夏普是一名政治学者，试图推动全球性的研究，并将非暴力行动策略用于冲突中，他撰写了大量关于非暴力行为的文章。他在《非暴力抗争》一书中描述了198种非暴力行动的方法。 早在希腊，阿里斯托芬在其著作《利西翠妲》中给出了一种虚构的例子，即女性拒绝对于丈夫在性方面的支持，直到战争被放弃。琼•丝隆采乌斯基在其现代小说《入海之门》中的灵感来源于吉恩•夏普以及亚里斯多芬尼兹，书中描绘了居住在海洋世界的妇女，使用非暴力的方式击退了太空的武装入侵者。其他非暴力干预的方式还包括占领（静坐）、封鎖、禁食（绝食抗议）、卡车列队和双重主权/平行政府等。
策略的选择必须谨慎，考虑到政治和文化环境，形成一部分更大的计划或策略。
成功的非暴力跨境干预项目包括危地马拉附属项目、国际和平之旅以及基督教和平使团。在20世纪80年代发展而来，最初的灵感源于甘地主义者香提·塞纳，这些组织起初的主要手段是非暴力保护性伴随，建立全球性的网络支持去应对威胁，应对当地和地区的民间外交，开展和平建设的努力，人权观察和作证以及报道。 在极端的情况下，这些群体也会准备进行以下干涉：将自己置身于各个党派之间，而这些党派正在进行或要扬言进行直接的攻击。在个人和大型团体介入的情况下，一旦听到呼吁就会非常有效地抑制冲突并且拯救生命。
另一种强有力的非暴力干预策略是当非暴力抵抗者面对暴力镇压时，唤起对压迫者的公众监督。如果军队或警察试图使用暴力镇压非暴力抵抗者，那么行动的力量就由压迫者手中转移到抵抗者的手中了。如果抵抗持续进行，那么军队和警察就会被迫接受这样一个事实，他们将不再有任何权利对付抵抗者。经常，非暴力抵抗者若愿意忍受磨难，这会对压迫者的精神和情感产生深远的影响，让他们无法再次组织这样的暴力行动。

## 革命
某些个人（芭芭拉·戴明、达尼洛·道尔奇和德维尔·艾伦等）和党派（例如民主和社会通信委员会、和平社会党和战争抵抗者联盟）倡导把非暴力革命作为暴力和精英改良主义的替代途径。这种观点通常会和激进的反資本主義联系到一起。
许多左翼分子和社会主义运动希望发起「和平革命」，通过组织足够的罢工使企业和国家完全瘫痪，从而允许工人以完全不同的方式重新安排社会。 一些人认为一种相对的非暴力革命需要获得军事力量的协助。

## 批评
列夫·托洛茨基、弗朗茨·法农、苏巴斯·钱德拉·鲍斯、沃德·丘吉尔以及麥爾坎·X等都是非暴力的狂热批评者，他们认为各种非暴力与和平主义企图将資產階級的道德强加于无产阶级之上，暴力是革命性变革的必要产物，自卫是公民的基本权利。比如，马尔科姆 艾克斯就曾抱怨道：“我认为被残忍地对待却继续接受残忍，而不去做一些事情来保护自己，这对任何人来说都是一种犯罪”。
由于所有的这些反对意见都基于一种信仰：非暴力是没有力量的（换句话说它相当于没有抵抗力），非暴力维权人士以非暴力的成功来回击这些争论，包括反对丹麦甚至是柏林的纳粹政权的成功。  艾丽卡和玛利亚·斯蒂芬的研究提出了这样一个观点：非暴力革命产生的效果是暴力革命的两倍，并且会导致更大程度的民主和自由。
乔治·奥威尔认为甘地的非暴力抵抗策略在有“新闻自由和集会权利”的国家有效。这可能使它可能“不只是会吸引外界的观点，而且会导致群众运动，甚至让你的对手知道你的意图”；然而他还是怀疑甘地的方法在相反的环境下是否会有效。 雷茵霍尔德·尼布尔同样肯定甘地的方法但对有些方面也提出批评。他认为利用非暴力的方式来表达道德善意基于这样一个事实，非暴力会保护代理人反对仇恨，暴力冲突往往让双方之间产生冲突，也证明了这种自由的怨恨和敌意在冲突中会使竞争双方承受更多的痛苦。然而，尼布尔认为反对压迫和抵抗所采用的暴力和非暴力方式的区别也不是那么绝对，也可以把暴力手段作为社会变革中道德手段无法起作用时的工具。
20世纪60年代中期，在镇压非裔美国激进分子团体中，黑豹党成员乔治·杰克逊解说了马丁·路德·金的非暴力策略：
|  | 非暴力的概念是一种虚假的思想。它只存在于一部分有同情心和正义感的对手中，当这个对手在行使正义和同情心的时候变得一无所有时，他的反应只能是负面的。” |

麥爾坎·X也与民权领袖在非暴力这个问题上发生了冲突，他认为在没有选择的情况下不能排除对暴力的使用：
在他的书《非暴力如何保护国家》中，无政府主义者彼得·赫尔德露丝批评了非暴力的无效性、种族性、集权性和父权性等弊端，从战术和战略上次于好斗的激进分子，并且还具有欺骗性。 赫尔德露丝声称传统历史都在粉饰非暴力的影响，忽视了武装激进分子参与的运动，如印度独立运动和民权运动，错误的表现出甘地和马丁·路德·金在各自的运动中都是最成功的激进分子。:7–12 他进一步认为非暴力通常是由有特权的白人倡导的，他们期望「受压迫的人们，多数是有色人种，耐心地承受在巨大的暴力之下，直至伟大的白人之父受到了运动的影响，或是和平主义者获得了传说中的『足够数量』」。:23 另一方面，无政府主义还包括致力于非暴力的無政府和平主義阶层。 早期主要受亨利·戴维·梭罗和列夫·托爾斯泰思想的影响，后来甘地的影响更为重要。 在二战之前和二战期间主要在荷兰、英国和美国获得了发展。
非暴力的效果也受到了一些反资本主义抗议者的挑战，他们主张“战术多样性”，并于1999年在华盛顿州西雅圖发起反世贸组织的抗议活动后，又在全欧洲和美国举行示威游行。美国女性主義作家D.A.克拉克在她的论文《带剑的女人》中说道，非暴力是有效的，但必须由那些“可以很容易就能选择诉诸武力的人来执行”。非暴力主张者在这些争论中也发现了一些真理：甘地自己也说，他可以去教一个有暴力倾向的人学习非暴力，但却不可以去教一个懦夫，真正的非暴力是放弃使用暴力，而不是根本就没有暴力可以放弃。

## 延伸阅读
- ISBN 978-1-937786-21-2 Mahavira: The Hero of Nonviolence, by Manoj K Jain
- OCLC 03859761 The Kingdom of God Is Within You, by Leo Tolstoy
- ISBN 978-0-85066-336-5 Making Europe Unconquerable: the Potential of Civilian-Based Deterrence and Defense (see article), by Gene Sharp
- ISBN 978-0-87558-162-0 Waging Nonviolent Struggle: 20th Century Practice And 21st Century Potential, by Gene Sharp with collaboration of Joshua Paulson and the assistance of Christopher A. Miller and Hardy Merriman
- ISBN 978-0-8166-4193-2 Unarmed Insurrections: People Power Movements in Non-Democracies, by Kurt Schock
- ISBN 978-1-930722-35-4 Is There No Other Way? The Search for a Nonviolent Future, by Michael Nagler
- ISBN 978-0-85283-262-2 People Power and Protest since 1945: A Bibliography of Nonviolent Action, compiled by April Carter, Howard Clark, and [Michael Randle]
- ISBN 978-0-903517-21-8 Handbook for Nonviolent Campaigns, War Resisters' International
- ISBN 978-0-19-955201-6 Civil Resistance and Power Politics: The Experience of Non-violent Action from Gandhi to the Present, ed. Adam Roberts and Timothy Garton Ash, Oxford University Press, 2009. (hardback).
- How to Start a Revolution, documentary directed by Ruaridh Arrow
- A Force More Powerful, documentary directed by Steve York
- On The Question of Violence and Nonviolence In The Social Protest Movement, By David Van Deusen of the Green Mountain Anarchist Collective, Black Clover Press, 2002.